# Tanja Romano
Tanja Romano es una patinadora artística sobre ruedas de origen italiano, pluricampeona mundial de patinaje en figuras. Forma parte de la Sociedad Deportiva Polet de Opicina (Trieste). Desde 1999 es dirigido por Mojmir Kokorovec.
Desde 2002 ostenta el título de campeona del mundo con 15 medallas de oro.
Se retiró de la competencia en los primeros meses de 2011, afirma haber logrado la plena satisfacción de su carrera deportiva.
Pertenece a la comunidad eslovena en Italia.

## Palmarés
1994
- Campeonato Juvenil Italiano: segundo lugar libre

1995
- Campeonato Juvenil Italiano: segundo lugar libre
- Copa de Europa en Francia: segundo lugar

1996
- El Campeonato Europeo de la Juventud en Roseto degli Abruzzi: 11 º lugar requerido, 1 lugar libre, segundo lugar se combina
- Campeonato Juvenil Italiano: 1 plaza gratuita, segundo lugar combinado

1997
- El Campeonato Europeo de la Juventud en Francia: 1.er lugar obligatoria, segundo lugar libre, 1r lugar combinado
- Campeonato Juvenil italiana: segundo lugar libre

1998
- El Campeonato Europeo de la Juventud en Alemania: 4 º lugar obligatoria, 2 º lugar libre, 1 º puesto combinado
- Campeonato Juvenil italiana: segundo lugar libre

1999
- Campeonato Mundial de la Juventud en Australia: 3 º puesto libre, 2 º puesto combinado
- Campeonatos jóvenes italianos: 1 plaza gratuita, 1 º combinada

2000
- El Campeonato Europeo de la Juventud en España: 2 º lugar obligatoria, 2 º lugar libre, 1 º puesto combinado
- Campeonato Juvenil italiana: 6 º lugar obligatorio cuarto lugar libre, cuarto lugar combinado

2001
- El Campeonato Europeo de la Juventud en Bari: 1.er lugar requerido, 1 lugar libre, 1 º combinada

2002
- Campeonato del Mundo en Alemania: 6 º lugar obligatoria, 4 º lugar libre, 1 º puesto combinado
- Campeonato Italiano: 7 º lugar requerido, 1 plaza gratuita, 1 º combinada

2003
- Campeonato Mundial en Argentina: octavo lugar requeridos, 1 lugar libre, 1 º combinada
- Campeonato de Europa de Trieste: sexto lugar requerido, 1 lugar libre, 1 º combinada
- Campeonato Italiano: 5 º lugar requerido, 1 lugar libre, 1 º combinada

2004
- Campeonato del Mundo en el EE.UU.: 8 º lugar requerido, 1 lugar libre, 1 º combinada
- Campeonato de Europa en Suiza: 6 º lugar requerido, 1 lugar libre, 1 º combinada
- Campeonato Italiano: 4 º lugar requerido, 1 lugar libre, 1 º combinada

2005
- Campeonatos del Mundo en Roma: octavo lugar requeridos, 1 lugar libre, 1 º combinada
- Campeonato de Europa de Padua: quinto lugar requerido, 1 lugar libre, 1 º combinada
- Campeonato Italiano: 7 º puesto requiere, 1 plaza

2006
- Campeonatos del Mundo en España: No. 20 requerido, 1 lugar libre, 1 º combinada
- Campeonato Europeo en Monza: 10 ª posición obligatoria, 2 º lugar libre, 3 º combinada
- Campeonato de Italia: no participó

2007
- Campeonato del Mundo en Australia: 11 º lugar requerido, 1 lugar libre, 1 º combinada
- Campeonato de Europa de Francia: no participó
- Campeonato de Italia: 13 ª posición requerida, 1 lugar libre, 1 º combinada

2008
- Campeonato del Mundo de Taiwán: 11 º lugar requerido, 1 lugar libre, 1 º combinada
- Campeonato de Europa: no participó
- Campeonato de Italia: no participó

2009
- Campeonato del Mundo en Alemania: 9 º lugar obligatoria, 2 º lugar libre, 1 º puesto combinado
- Campeonato de Europa: no participó
- Campeonato Italiano: 9 º lugar requerido, 1 lugar libre, 1 º combinada

2010
- Campeonato del Mundo en Portugal: 11 º lugar requerido, 1 lugar libre, segundo lugar combinado
- Campeonato de Europa: no participó
- Campeonato Italiano: 5 º lugar obligatoria, gratuita segundo lugar, 1er lugar combinado